# Seznam brazilskih fizikov
Seznam brazilskih fizikov.

## B
- David Bohm (1917 – 1992) (ameriško-brazilsko-britanski)

## D
- Marcelo Damy de Souza Santos

## G
- Marcelo Gleiser

## L
- César Lattes
- José Leite Lopes

## S
- Oscar Sala
- Roberto Salmeron
- Mário Schenberg (1914 - 1990)

## T
- Jayme Tiomno